# Jeon Won Ilgi
Jeon Won Ilgi (kor. 전원일기) – pierwszy minialbum południowokoreańskiej grupy T-ara N4, będącej podgrupą T-ary, wydany 29 kwietnia 2013 roku, a na płycie 2 maja 2013. Minialbum był promowany przez utwór o tym samym tytule.
Pod koniec marca 2013 roku agencja T-ary, Core Contents Media, była w trakcie formowania nowej podgrupy T-ara N4, której członkiniami były Eunjung, Areum, Jiyeon i Hyomin. Utwór tytułowy Jeon Won Ilgi (kor. 전원일기) został zainspirowany przez Serial koreański z 1980 roku o tym samym tytule.

## Lista utworów
| Nr | Tytuł                                                                                         | Słowa          | Muzyka                       | Czas |
| -- | --------------------------------------------------------------------------------------------- | -------------- | ---------------------------- | ---- |
| 1. | "Countryside Life" (kor. 전원일기 Jeon Won Ilgi) (Feat. Duble Sidekick, Taewoon)              | Duble Sidekick | Duble Sidekick, Hwang Ho-jun | 3:50 |
| 2. | "Can We Love" (Feat. Duble Sidekick)                                                          | Duble Sidekick | Duble Sidekick               | 3:51 |
| 3. | "Countryside Life (Electronic)" (kor. 전원일기 Jeon Won Ilgi) (Feat. Duble Sidekick, Taewoon) | Duble Sidekick | Duble Sidekick               | 3:50 |
| 4. | "Countryside Life (MR ver.)" (kor. 전원일기 Jeon Won Ilgi)                                    | Duble Sidekick | Duble Sidekick               | 3:50 |
| 5. | "Can We Love (Instrumental)"                                                                  | Duble Sidekick | Duble Sidekick               | 3:51 |

## Skład
- Hyomin – wokal, rap
- Eunjung – wokal
- Jiyeon – wokal
- Areum – wokal
- Woo Ji-seok – rap
- Duble Sidekick – produkcja, tekst, aranżacja, muzyka
- Hwang Ho-jun – muzyka

## Notowania i sprzedaż
| Lista                      | Pozycja | Sprzedaż |
| -------------------------- | ------- | -------- |
| Gaon Chart                 | 11      | 28 360   |
| Oricon Weekly Albums Chart | 24      | 4771     |
| Korea K-Pop Hot 100        | 15      | –        |